# カルロ・ホルス
カール・ヨハン・ホルス・ユステセン（Carl Johan Holse Justesen、1999年6月2日 - ）は、デンマーク・コペンハーゲン出身のサッカー選手。スュペル・リグ・サムスンスポル所属。デンマーク代表。ポジションはフォワード。

## クラブ経歴
FCコペンハーゲンの下部組織で育成され、2017年9月23日、デンマーク・スーペルリーガのシルケボーIF戦でトップチームデビューを果たした。
2019年1月30日、2018-19シーズン終了時までデンマーク・スーペルリーガのエスビャウfBにレンタル移籍をした。
2020年1月31日、ローゼンボリBKに完全移籍し、4年契約を交わした。

## 代表経歴
2014年からデンマークの世代別代表に招集され始め、2021年にはU-21デンマーク代表としてUEFA U-21欧州選手権2021に出場した。

## タイトル

### クラブ
コペンハーゲン
- デンマーク・カップ : 1回 (2016-17)